# مهیار (شهرضا)
مهیار (شهرضا)، روستایی قدیمی از توابع بخش مرکزی شهرستان شهرضا در استان اصفهان ایران است.

## جمعیت
این روستا در دهستان دشت قرار دارد و براساس سرشماری مرکز آمار ایران در سال ۱۳۸۵، جمعیت آن ۱٬۳۶۲ نفر (۳۴۷خانوار) بوده‌است.
روستای مهیار دارای قدمتی برابر با حکومت ساسانیان می‌باشد.

اولین خانه انصاف در دوران پهلوی در این روستا تأسیس گردید. همچنین این روستا در مسیر اصلی راه شاهی دوران صفویه بوده و یکی از اولین و مهمترین کاروانسراهای عباسی در این روستا ساخته شد؛ که به تازگی بازسازی و برای بازدید در اختیار عموم قرار گرفته‌است. روستای مهیار یکی از بزرگترین روستاهای کشور می‌باشد که به خاطر قرار گرفتن در مسیر ترانزیتی اصفهان - شیراز از اهمیت ویژه ای برخوردار است. شاهزاده حسین و امامزاده شاه علی از مکانهای زیارتی و تفریحی هستند که مسافرین در آن اسکان یافته و به استراحت می‌پردازند. دکتر یوسف نادری درشوری یکی از بزرگترین فعالان بخش کشاورزی این منطقه می باشد که در آبادانی این بخش بسیار کوشیده است. احداث بزرگترین باغ مادری دانه دار و هسته دار از خدمات وی می باشد. همچنین ایشان کشت خارشتر و پرورش شتر را در برنامه های آتی منطقه گنجانده است. از وی بنام پدر کشاورزی تلفیقی منطقه یاد می شود. وی در شناسایی افعی مهیاری و انتقال به بوم زیستگاههای جدید مانند دشت کرکس و رحمت آباد جهت حفظ این گونه در حال انقراض تلاش بسیاری نمود.
مهیار با توجه با جاذبه های زیبا و گردشگری هرساله میزبان بسیاری از هموطنان عزیزمان میباشد.
قاپچی،سنگ و فیل،کوچه باغها،کلاغازی،غار دوچشم،باب حسن از دیگرمکان های دیدنی مهیار میباشد  علیرضا افتخاری مهیاری اصالتا اهل همین روستا هستند.